# Woldemar Løvendal (baron)
 Der er flere personer med dette navn, se Woldemar Løvendal.
Woldemar (Valdemar) baron Løvendal (25. september 1660 – 4. juni 1740 i Dresden) var en dansk officer, øverstbefalende general og fungerende statholder i Norge. Siden havde han en karriere ved hoffet i Sachsen-Polen. Han var far til feltherren af samme navn.

## Baggrund
Statholder Ulrik Frederik Gyldenløve havde i sin ungdom indgået et hemmeligt ægteskab med Sophie Urne. Den 25. september 1660 fik de tvillingerne Carl og Woldemar. Carl Løvendal døde 1689, men i 1684 dukkede en „falsk Løvendal“ op, der sattes på Munkholmen. Om hvor Woldemar er blevet opdraget, vides næppe besked, men han var tidlig kommet i hollandsk tjeneste 1679 som løjtnant eller fændrik ved "den blå garde" og tjente 1683 som kejserlig oberstvagtmester (major) i den hær, der rykkede frem til undsætning af det af tyrkerne belejrede Wien.

## Karriere

### I dansk tjeneste
Ved åbent brev af 1. maj 1682 fik han og broderen titel af baroner af Løvendal. I 1683 trådte han i dansk tjeneste som oberstløjtnant og generaladjudant i Norge, og det følgende år blev han oberst og chef for et nyhvervet dragonregiment, hvormed han i nogle år garnisonerede i Holsten. Ved patent af 8. februar 1687 erklærede Ulrik Frederik Gyldenløve tvillingerne for ægtefødte. Valdemar viedes den 16. februar 1687 i Dockenhuden ved Blankenese Dorothea Margrethe Brockdorff (1672 - 20. august 1706 i Hamborg (?)), datter af oberst Cai Bertram Brockdorff til Klethkamp m. m. (1619-1689) og Hedwig Rantzau (født ca. 1650); ved samme tid havde han opnået anerkendelse som et "ægte adelkonebarn".
1692 overværede han på fransk side belejringen af Namur. 1699 blev han brigader, og 1700 udnævntes han efter at have "udmærket sig" i den i dette år førte kortvarige krig til generalmajor. Det næste år fik han midlertidig inspektionen over kavaleriet i Hertugdømmerne.

### I kursachsisk tjeneste
1705 forlod han, uvist af hvilken grund; den danske tjeneste og lod sig ansætte ved Frederik Augusts hof i Dresden. Her skal han have vundet Frederik IV's yndest ved dennes besøg hos sin sachsisk-polske fætter, og vist er det, at han i det følgende år atter vendte tilbage i dansk-norsk tjeneste; i 1709 havde han også ved et andet giftermål (29. januar), med Benedicte Margrethe Rantzau af Neuhaus (1683 - 26. juli 1776 på Mückenburg), fornyet sine forbindelser med hjemstaten. Hun var datter af landråd, gehejmeråd Cai Rantzau (1650-1704).

### I Danmark igen
I 1710 kom han altså, efter erholdt samtykke af kong August, til Danmark og blev nu udnævnt til øverstbefalende general i Norge og snart efter (4. august) tillige til "Generaldirektør over Civiletaten" i dette rige, med andre ord han blev statholder (eller vicestatholder) under en ny og ellers aldrig anvendt titel samt præses i det underregeringskollegium i Norge, der siden 1704 bestod under navn af Slotsloven, i hvilket han første gang præsiderede 27. august 1710. En Hans Moss havde hilst ham velkommen ved et trykt digt. At han har været en meget virksom embedsmand i Norge, fremgår af de fra hans tid i rigelig mængde bevarede arkivalier. Hvad der har givet ham det varigste eftermæle her, er vistnok det indfald i Båhus Len, som han 1711 foretog sig for at hindre de svenske fra at sende tropper til Tyskland, ihvorvel ingen varige erobringer gjordes, og det hele egentlig forpurredes derved, at en dansk flåde under viceadmiral Christen Thomesen Sehested, der skulle have stødt til ved Göteborg, kom til i stedet herfor at gå til Østersøen. Man har en proklamation fra Løvendal til befolkningen i Båhus Len, der, næst at minde om dennes gamle forhold til Norge, især søger at vække afsky for Carl XII som den, der opholdt sig hos de hedenske tyrker og søgte deres understøttelse. Efter et felttog af kun en måneds varighed trak Løvendal sig tilbage til Norge. Kort i forvejen havde han modtaget Elefantordenen, en udmærkelse, der efter Andreas Hojers vidnesbyrd var så meget mere at sætte pris på, som han var den eneste undersåt, der hidtil havde fået det blå bånd uden i forvejen at have båret det hvide.

### Tilbage i Dresden
Ikke desto mindre forlod Løvendal snart sin høje stilling. I Dresden var Augusts overhofmarskal død, og kurfyrst-kongen ønskede Løvendal i hans sted, hvilket kald han fulgte 1712. Han blev samtidig udnævnt til gehejmeråd, blev 1717 kabinetsminister og fik 1721 Den Hvide Ørns Orden.
Resten af hans liv henflød nu i Sachsen, hvor han døde 24. juni 1740 i Dresden. Han vedblev imidlertid at nære interesse for Norge, og rejsende nordmænd modtog han altid med stor gæstfrihed og venlighed. Af hans børn er sønnen Woldemar den mest bemærkelsesværdige. Derhos kan nævnes datteren Hedevig, der i sit ægteskab med en rigsgrev Schmettow blev moder til den bekendte grev Waldemar Schmettau, der 1764-67 var kommanderende general i Norge.

### Godsejer
Allerede i 1708 købte han herskabet Elsterwerda i Sachsen, hvor han ombyggede slottet. Senere fik han økonomiske problemer og var nødsaget til 20. marts 1727 at sælge godset for 10.500 taler til kurfyrst-kongen.
I 1716 havde han desuden købt herskaberne Mückenberg og Saathain. Mückenberg blev sæde og senere enkesæde for hans anden hustru Benedicte, som i 1722 fik godset samt seks landsbyer som sit eget len af staten. Hun grundlagde senere en industri på godset.
Woldemar Løvendal ejede også ejendomme i Holldorf.

## Karakter
Løvendal havde mange egenskaber til fælles med sin fader Gyldenløve, idet han synes at have arvet hans gode evner, hans tilbøjelighed til pragt og glans, hans store gaver til at vinde popularitet og endelig hans libertinage. I Norge, hvor faderens navn vistnok kom ham i høj grad til gode, havde han mange beundrere. En af dem skrev, efter at Løvendal havde forladt landet, en anonym lovprisning af hans virksomhed der på tysk, der vel sagtens er noget overdrevet, men dog tydelig vidner om den iver, hvormed han greb ind i alle forhold, noget, hvortil der nok også kunne trænges, da tilstandene før hans ankomst i mange retninger synes at have været meget mislige. Trods sin lyst til at glimre yndede han til daglig en jævn soldats levemåde og kunne, når han ville, være nøjsom og hårdfør. Han gør for øvrigt et vist condottieremæssigt indtryk. Ligesom faderen måtte han fra barndommen af undvære en sund og regelmæssig opdragelse i et forældrehjem, hans nationalitet har været noget ubestemt (hans egentlige sprog var tysk), og han blev også, ligesom hans søn marskallen efter ham, en noget eventyrlig eksistens uden fast rod i noget folk eller samfund.
Han er begravet i Bockwitz Kirche.

## Portrætter
- Malet som hvid [blå?] ridder (Tranekær)
- Portrætmaleri af J. Vollevens ca. 1710 forestiller formentlig Løvendal
- Portrætmaleri af Louis de Silvestre (Dahlen, Sachsen), maleri i samme type, formentlig af Nicolai Wichmann (Det Nationalhistoriske Museum på Frederiksborg Slot)
- Stik af C.P. Laudon efter maleri af Georg Philipp Rugendas
- Stik af Peter Schenck den ældre
- Et par andre stik, efter det ene xylografi ca. 1891